# Room 514
Pour plus de détails, voir Fiche technique et Distribution.
Room 514 (Heder 514) est un film israélien réalisé par Sharon Bar-Ziv, sorti en 2012.

## Fiche technique
- titre original : Heder 514
- Titre français : Room 514
- Réalisation : Sharon Bar-Ziv
- Ingénieur du son : Michael Goorevich
- Chef décoratrice : Tamara Gleser Shafran
- Chef monteur : Shira Arad
- Assistant réalisateur : Oren Farage
- Directeur de la photographie : Edan Sasson
- Société de production : Alpha Productions;Israel Film Fund
- Société de distribution : Sophie Dulac Distribution
- Pays d'origine :  Israël
- Lieu de tournage :  Israël
- Langue originale : hébreu
- Date de sortie :
  -  Israël : 25 octobre 2012
  -  France : 9 octobre 2013

## Distribution
- Asia Naifeld : Anna
- Ohad Hall : Erez
- Guy Kapul : Nimord
- Udi Persi : Davidi
- Rafi Kalmar : Général Major
- Hilly Israel : Michali
- Oren Farage : Un officiel
- Sharon Bar-Ziv : Un homme dans le bus